# تلم القناة السمعية
تلم القناة السمعية أو تلم النفير (بالإنجليزية: Sulcus of auditory tube)‏ هو النصف الجانبي لجناح العظم للعظم الوتدي يتوضح، عن طريق التحام غضروفي، مع الجزء الصخري من العظم الصدغي(بالإنجليزية: Petrous part of the temporal bone)‏ . بين هذين العظمتين تحت سطح الجمجمة، يتواجد ما يسمى الثلم، نبيب النخاع السمعي، لتموضع الجزء الغضروفي من القناة السمعية.